# Kilian Hennessy (perfumista)
Kilian Hennessy (n. 27 de marzo de 1972 en Boulogne-Billancourt, Francia), es un creador de perfumes francés y CEO de la marca de perfumes Kilian Paris. Aunque a menudo es referido como perfumista, no tiene estudios en ello pero ha trabajado de la mano de diferentes perfumistas, como Alberto Morillas, Calice Becker o Sidonie Lancesseur para crear sus perfumes.

## Biografía
Es nieto de Kilian Hennessy, fundador del grupo LVMH y descendiente directo de Richard Hennessy, fundador de la casa del mismo nombre. Kilian Hennessy estudió en el CELSA donde escribió su tesis final sobre la semántica de los olores en 1995. Después de sus estudios en ciencias de la comunicación y del lenguaje y de formarse con los mejores olfatos de la profesión, entre ellos Jacques Cavallier y Thierry Wasser, Hennessy decidió trabajar en reconocidas casas de perfumes como Dior o Armani y en 2007 creó su empresa de perfumes de nicho, By Kilian que en 2016 fue comprada por el grupo Estée Lauder.
Unos años más tarde, la casa ofrece más de treinta perfumes, diez de ellos de la colección L'Œuvre noire. Sus perfumes, donde la vainilla es omnipresente, son en ocasiones unisex. El olor de los vapores de las bodegas también se encuentra en sus composiciones.

## Perfumes

### En colaboración conAlberto Morillas
- By Kilian Good Girl Gone Bad (2012)[1]
- By Kilian Good Girl Gone Bad Extreme (2017)[2]
- By Kilian Musk Oud[3]